# Budești (okręg Vrancea)
Budești – wieś w Rumunii, w okręgu Vrancea, w gminie Cotești. W 2011 roku liczyła 1843
mieszkańców